# Panama Ouest
Le Panama Ouest (en espagnol : Panamá Oeste, /pa.na.ˈma o.ˈes.te/) est une des dix provinces du Panama, créée le 1er janvier 2014, de la division de la province du Panama situé à l'ouest du canal de Panama.

## Historique
La province de Panama Ouest a été créée par la loi 119 du 30 décembre 2013.

## Géographie
La province de Panama Ouest est située sur la côte de l'océan Pacifique et le côté ouest du canal de Panama.
Le point culminant est le Cerro Trinidad qui culmine à 1300 m.
Elle est limitée au nord par la province de Colón, au sud par l'océan Pacifique; à l'est par la province de Panama et à l'ouest avec la province de Coclé.
La province de Panama Ouest possède une zone protégée : le parc national Altos de Campana (es) qui est situé dans le district de Capira et qui a une superficie de 4 925 hectares.

Le parc national Altos de Campana, fondé en 1966, fut le premier parc national au Panama.

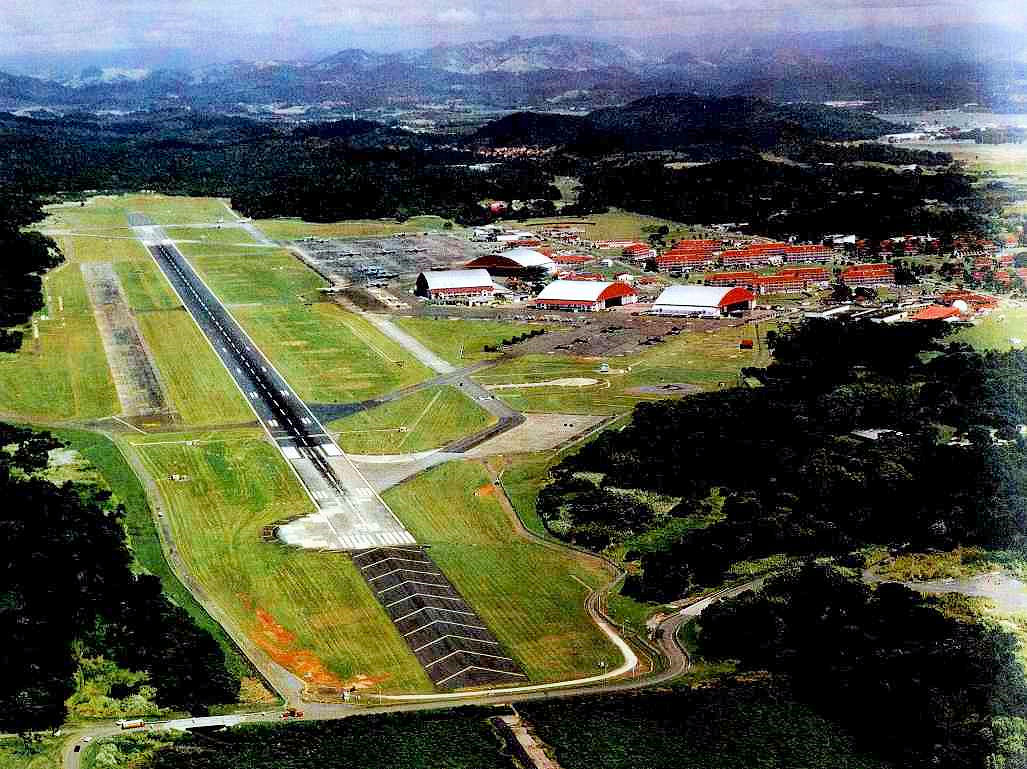
Aéroport international de Panama Pacifique

## Divisions administratives
La province de Panama Ouest se compose de 5 districts, divisés en plusieurs corregimientos. Sa capitale est la ville de La Chorrera.
| District d'Arraiján - Arraiján - Burunga (es) - Cerro Silvestre (es) - Juan Demóstenes Arosemena (es) - Nuevo Emperador (es) - Santa Clara (es) - Veracruz - Vista Alegre | District de Capira - Caimito (es) - Campana (es) - Capira - Cermeño - Ciri de Los Sotos (es) - Ciri Grande (es) - El Cacao (es) - La Trinidad (es) - Las Ollas Arriba (es) - Lidice (es) - Villa Carmen (es) - Villa Rosario (es) - Santa Rosa (es) | District de Chame - Bejuco (es) - Buenos Aires - Cabuya (es) - Chame - Chicá (es) - El Líbano (es) - Las Lajas - Nueva Gorgona (es) - Punta Chame (es) - Sajalices (es) - Sora (es) |

| District de La Chorrera - Amador (es) - Arosemena (es) - Barrio Balboa (es) - Barrio Colon (es) - El Arado (es) - El Coco - Feuillet (es) - Guadalupe (es) - Herrera (es) - Hurtado (es) - Iturralde (es) - La Represa - Los Diaz (es) - Mendoza (es) - Obaldia (es) - Playa Leona (es) - Puerto Caimito (es) - Santa Rita (es) | District de San Carlos - El Espino (es) - El Higo (es) - Guayabito (es) - La Ermita (es) - La Laguna (es) - Las Uvas (es) - Los Llanitos (es) - San José (es) - San Carlos (es) |  |